# أودا

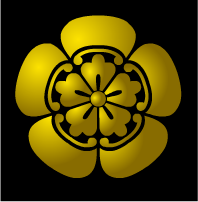
كامون عشيرة أودا

عشيرة أودا (باليابانية: 織田氏 أودا-شي) كانت إحدى العائلات اليابانية الحاكمة والتي كانت إحدى القوى الأساسية التي عملت على توحيد اليابان في منتصف القرن السادس عشر. على الرغم من أن أوج عشيرة أودا كان في فترة أودا نوبوناغا، واختفى نجمها بعد ذلك، إلا أن بعض فروع العائلة استمر في حكم الدايميو حتى استعراش ميجي.

## تاريخ

### أصل
انحدرت عشيرة أودا من عشيرة تايرا، عن طريق تايرا نو تشيكازانه حفيد تايرا نو شيغه-موري (1138 - 1179).
استقر تايرا نو تشيكازانه في أودا (مقاطعة إتشيزين) و أخذ اسم المنطقة، وأصبح أولاده وأحفاده حكاما على مقاطعات أوراي، و إيتشيزين وغيرها من المقاطعات.

## أعلام
- أودا نوبوناغا　(1534 - 1582)